# Jocotenango
Jocotenango è un comune del Guatemala facente parte del dipartimento di Sacatepéquez.
Di origini precedenti alla colonizzazione spagnola, l'abitato divenne sede di una missione di domenicani, già ben organizzata nel 1690 secondo quanto riportato da Francisco Antonio de Fuentes y Guzmán. L'istituzione del comune è invece più recente e risale alla prima metà del XIX secolo.
Ha dato i natali al cantautore Ricardo Arjona.